# Rekovac
Rekovac (cyr. Рековац) – wieś w Serbii, w okręgu pomorawskim, siedziba gminy Rekovac. W 2011 roku liczyła 1587 mieszkańców.